# Agne Simonsson

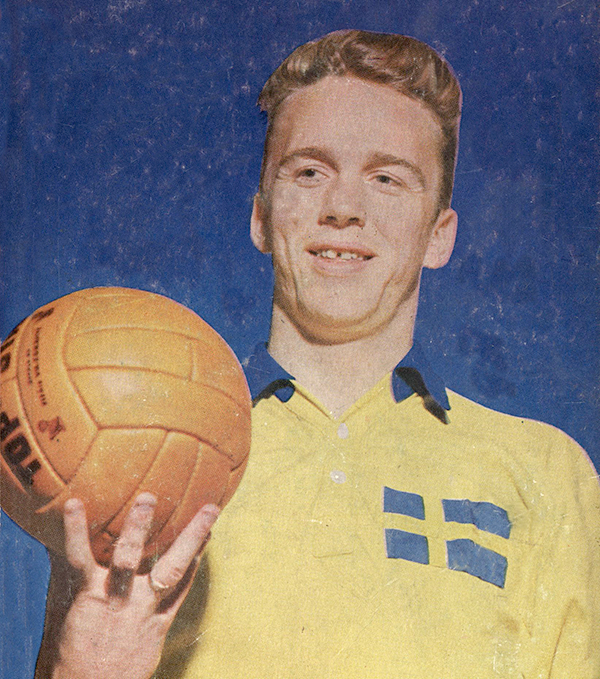
Agne Simonsson 1960

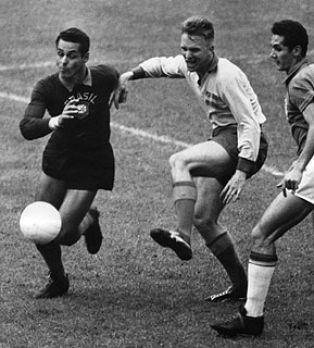
Simonsson (m.) im Weltmeisterschaftsfinale 1958 im Duell mit dem brasilianischen Torhüter Gilmar (l.)

Agne Simonsson (* 19. Oktober 1935 in Göteborg, Schweden; † 22. September 2020) war ein schwedischer Fußballspieler und -trainer. Der Stürmer, der einen Teil seiner aktiven Karriere in Spanien bestritt, wurde mit der schwedischen Nationalmannschaft bei der Weltmeisterschaft 1958 Vize-Weltmeister. Ein Jahr später erhielt er den Guldbollen als Auszeichnung als Schwedens Fußballer des Jahres. Später arbeitete er als Trainer und gewann einmal den Von-Rosens-Pokal für den schwedischen Landesmeister.

## Werdegang
Simonsson begann seine Karriere bei Örgryte IS. Mit dem mehrfachen schwedischen Meister schaffte er 1955 als Staffelsieger der Division 3 Västra Götaland den Aufstieg in die zweite Liga. Nach einem fünften Platz in der ersten Spielzeit erreichte er mit dem Klub 1957 den Staffelsieg in der Division 2 Västra Götaland, nach zwei Niederlagen gegen Motala AIF in der Aufstiegsrunde wurde jedoch der Aufstieg in die Allsvenskan verpasst. Dennoch spielte er sich parallel in den Kreis der Nationalmannschaft, in der er als Zweitligaspieler am 13. Oktober des Jahres beim 5:2-Erfolg gegen Norwegen zu seinem Debüt kam und als zweifacher Torschütze neben den weiteren Torschützen Gösta Sandberg, Gunnar Gren und Jan Ekström glänzte. In der Folge etablierte er sich im Nationaljersey und gehörte zum Kader bei der Weltmeisterschaft 1958. Als Stammspieler bestritt er fünf der sechs Turnierspiele für die Mannschaft, mit der er ins Endspiel einzog. Bei der 2:5-Finalniederlage gegen Brasilien erzielte er mit dem Tor zum 2:4-Zwischenstand sein viertes Turniertor.
Am Ende des Jahres wiederholte Simonsson mit Örgryte IS den Staffelsieg. Durch zwei Siege gegen Landskrona BoIS gelang dieses Mal der Aufstieg in die Erstklassigkeit. In der Erstligaspielzeit 1959 führte er die Mannschaft mit elf Saisontoren an der Seite von Mittelstürmer Rune Börjesson, der Torschützenkönig wurde, als Aufsteiger auf den vierten Tabellenplatz. Auch auf internationalem Parkett wusste er zu überzeugen und erzielte beim 3:2-Auswärtserfolg der schwedischen Nationalmannschaft im Wembley-Stadion gegen die englische Nationalmannschaft – der zweiten Heimniederlage gegen eine kontinentaleuropäische Mannschaft – zwei Tore und bereitete das dritte, von Bengt Salomonsson geschossene Tor vor. Aufgrund dieser Leistungen erhielt er am Jahresende den Guldbollen als Schwedens Fußballer des Jahres.
Simonsson hatte sich international einen Namen gemacht und wechselte im Sommer 1960 nach Spanien zu Real Madrid. Dort konnte er die Angreifer um Alfredo Di Stéfano nicht verdrängen und wurde nach wenigen Einsätzen an Real Sociedad San Sebastián verliehen. Hier kam er häufiger zum Einsatz, entschied sich aber 1963 zur Rückkehr nach Schweden. 
Bei seinem alten Klub Örgryte IS zeigte Simonsson seine alte Torgefahr und gehörte in der Spielzeit 1965 zu den drei treffsichersten Spielern der Allsvenskan. Auch im folgenden Jahr gelang ihm dies, ehe er in der Spielzeit 1967 lediglich von Dag Szepanski von Malmö FF überflügelt wurde. Im selben Jahr beendete er nach 51 Länderspielen, in denen er 27 Tore erzielt hatte, seine Nationalmannschaftskarriere. Im folgenden Jahr schoss er noch acht Tore und musste mit dem Klub als Tabellenletzter den Gang in die Zweitklassigkeit antreten. Als Staffelsieger der Division 2 Norra Götaland und dem verlustpunktfreien Überstehen der Aufstiegsrunde schaffte er mit dem Klub den direkten Wiederaufstieg, ehe er kurze Zeit später seine aktive Laufbahn beendete. 
Simonsson übernahm nach dem Ende seiner aktiven Spielerkarriere 1971 das Traineramt bei Örgryte IS, das er bis zum folgenden Jahr innehatte. Zwischen 1977 und 1982 betreute er den Göteborger Klub BK Häcken, ehe er erneut ÖIS übernahm. Nachdem er in den ersten beiden Jahren nur den achten bzw. neunten Platz belegt hatte, führte er die Mannschaft um Spieler wie Sören Börjesson, Jan Hellström und Glenn Martindahl in der Spielzeit 1985 als Tabellendritter in die Meisterschaftsrunde. Nach zwei Siegen über Kalmar FF im Halbfinale traf er mit dem Verein auf den Lokalrivalen IFK Göteborg, der nach einem 4:2-Hinspielerfolg trotz einer 2:3-Niederlage im Rückspiel bezwungen wurde. Den Erfolg konnte er mit dem Klub nicht bestätigen, im Europapokal der Landesmeister 1986/87 scheiterte die Mannschaft in der ersten Runde am DDR-Vertreter BFC Dynamo und belegte in die Liga lediglich den neunten Platz. Daher wurde er nach Ende der Spielzeit durch Bob Houghton ersetzt.